# توب غير (موسم 3)
توب غير 3 (بالإنجليزية: Top Gear)‏ هو السلسلة الثالثة للبرنامج التلفزيوني البريطاني الذي يهتم بالمركبات، توب جير، تم إنتاجه في المملكة المتحدة. بدأ عرضه في سنة 2003. عرض على بي بي سي تو. بلغ عدد حلقاته 9 حلقات، تم بث البرنامج لأول مرة بتاريخ 26 أكتوبر 2003 بينما تم بث آخر حلقة منه بتاريخ 28 ديسمبر 2003. مقدمو البرنامج جيرمي كلاركسون، ريتشارد هاموند وجيمس ماي.